# Mike Briggs
Mike Briggs (Newport Beach, 6 settembre 1968) è un ex tennista statunitense.

## Carriera
In carriera ha raggiunto una finale di doppio al Tampa Open nel 1992, in coppia con il connazionale Trevor Kronemann. Ha raggiunto in doppio la 37ª posizione della classifica ATP, mentre in singolare ha raggiunto il 272º posto.

## Statistiche

### Doppio

#### Finali perse (1)
| Numero | Anno           | Torneo            | Superficie  | Compagno         | Avversari in finale            | Punteggio     |
| 1.     | 19 aprile 1992 | Tampa Open, Tampa | Terra rossa | Trevor Kronemann | Luiz Mattar Andrej Ol'chovskij | 7-6, 6-7, 6-4 |